# Mare de Déu del Carme de la Fatarella
La Mare de Déu del Carme de la Fatarella és una capella de la Fatarella (Terra Alta) inclosa a l'Inventari del Patrimoni Arquitectònic de Catalunya.

## Descripció
Capella molt simple, de reduïdes dimensions, planta rectangular, parets de maçoneria aplacades, coberta de teula a dues aigües i petita espadanya de totxo, amb campana, feta del cap d’un obús.
La porta és de mig punt dovellada, de pedra llisa i per sobre hi ha un petit òcul. Tant l'interior com l'exterior estan emblanquinats.
Està restaurada.
A la dovella clau de la porta hi ha una inscripció: "AE / 1786 / COMPTE".